# Setea de glorie

„Heart of Glory” este un episod din primul sezon al serialul științifico-fantastic „Star Trek: Generația următoare”. Scenariul este scris de  Maurice Hurley; regizor este Rob Bowman. A avut premiera la 21 martie 1988.

## Prezentare
În acest episod, Lt. Worf îl înfruntă pe ultimul supraviețuitor Klingon fugitiv, Korris, în sala motoarelor navei Enterprise. Korris amenință că distruge miezul warp al navei cu fazerul său; și, prin urmare, toată nava Enterprise  Un grup de fugari klingonieni, în căutare de bătălii, încearcă să deturneze nava Enterprise și îi cer lui Worf să li se alăture.